# 3276 Porta Coeli
3276 Porta Coeli eller 1982 RZ1 är en asteroid i huvudbältet som upptäcktes den 15 september 1982 av den tjeckiske astronomen Antonín Mrkos vid Kleť-observatoriet i Tjeckien. Den är uppkallad efter Porta coeli kloster.
Asteroiden har en diameter på ungefär 18 kilometer och den tillhör asteroidgruppen Themis.